# Tosh.0
Tosh.0 é um programa de TV americano do gênero comédia criado pelo comediante Daniel Tosh. Foi ao ar no dia 4 de junho de 2009 no canal Comedy Central.
Em 19 de Setembro de 2012, o show foi renovado para uma quinta temporada, consistindo de 30 episódios.

## História
Tosh.0 estreou no Comedy Central em 4 de junho de 2009, estrelado por Daniel Tosh. Concentra-se na Internet vídeos virais, compartilhando um set-up semelhante ao de Web Sopa. A primeira temporada foi um sucesso, uma média de mais de um milhão de telespectadores por episódio. Dentro de 10 semanas após sua estréia, Tosh.0 tornou-se o programa a cabo mais assistido no seu horário por homens entre 18 e 34 anos de idade, procurado publicidade demográfica.
O show foi originalmente programada para apenas 10 episódios, mas com a sua crescente popularidade, Comedy Central alargou a primeira temporada para 16 episódios. Em Dezembro de 2009, foi anunciado que a Comedy Central renovou a série para uma segunda temporada completa, com 25 episódios. A segunda temporada estava prevista para estrear em 13 de janeiro de 2010.
Em 8 de abril de 2010, Comedy Central confirmou que o show foi renovado para uma terceira temporada que teve início em 12 de janeiro de 2011.